# Vukosavljevići
Vukosavljevići (cyr. Вукосављевићи) – wieś w Bośni i Hercegowinie, w Republice Serbskiej, w mieście Sarajewo Wschodnie, w gminie Sokolac. W 2013 roku liczyła 53 mieszkańców.